# Marie Barbara z Braganzy
Marie Barbara z Braganzy (portugalsky Maria Madalena Bárbara Xavier Leonor Teresa Antónia Josefa de Bragança) 4. prosince 1711, Lisabon – 27. srpna 1758, Madrid) byla portugalská infantka – princezna, dcera Jana V. Portugalského a Marie Anny Habsburské a jako manželka španělského krále Ferdinanda VI. v letech 1746–1758 španělská královna.

## Život

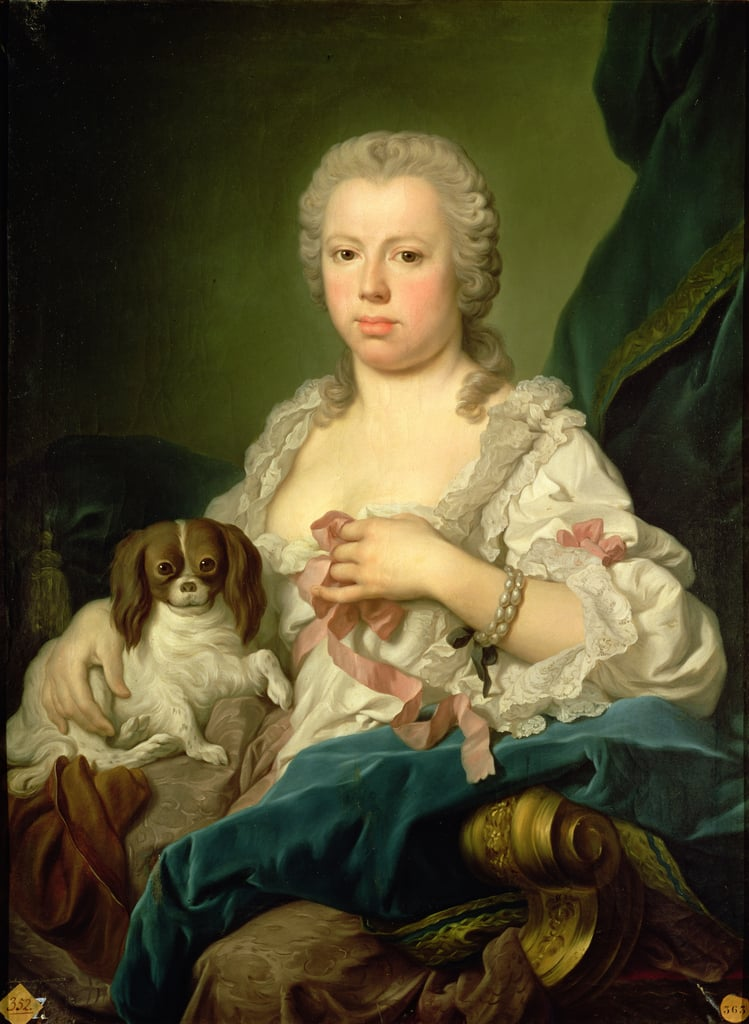
Barbara v pokročilejším věku

Její rodiče měli svatbu v roce 1708, avšak královna několik let nemohla otěhotnět. Král učinil slib Bohu, že pokud se narodí dědic trůnu, postaví jako výraz díků velký klášter. 4. prosince se narodila infantka Marie Barbara a následně byla zahájena stavba kláštera a paláce v Mafře.
Princezna byla pokřtěna jako Maria Madalena Bárbara Xavier Leonor Teresa Antónia Josefa. Obvykle byla zvána Bárbara nebo Maria Bárbara, jménem, které nikdy předtím nebylo v portugalské královské rodině použito, a to na počest svaté Barbory, světice, v den jejíhož svátku se narodila.
Barbara byla od mládí vzdělaná a kultivovaná žena příjemného vzhledu a milé povahy, ovládala šest jazyků, byla velkou milovnicí hudby. V roce 1729, ve svých 18 letech, se ve španělském městě Badajoz provdala za tehdejšího asturského prince (titul španělských následníků trůnu) Dona Ferdinanda, o dva roky mladšího. Barbařin bratr Josef, následník portugalského trůnu, se oženil s Ferdinandovou nevlastní sestrou infantkou Marianou Viktorií.
Barbara nebyla krasavice a její všední vzhled měl způsobit Ferdinandovi viditelný šok, když se viděli poprvé. Vzniklo však mezi nimi hluboké pouto, Ferdinand sdílel její vášeň pro hudbu a lze říci, že se Ferdinand a Barbara hluboce milovali. Po dobu vlády Ferdinandova otce Filipa V. žili podle vůle Filipovy druhé manželky Alžběty Farnese izolovaně od dvora.
V roce 1746 nastoupil po smrti svého otce Ferdinand na španělský trůn. Barbara hrála u dvora důležitou roli, především jako prostředník mezi portugalským králem a svým manželem. Byla známá ochranou a podporou, kterou poskytovala slavnému italskému zpěvákovi Carlu Broschimu (známý pod jménem Farinelli) a svou hudbymilovností vůbec. Jejím učitelem hry na cembalo byl od roku 1721 do jejích 14 let mistr cembala, skladatel Domenico Scarlatti. Po její svatbě v roce 1729 ji následoval do Madridu a žil na jejím dvoře až do její smrti. Zkomponoval stovky sonát, které jí při publikaci dedikoval, a Barbara sama je hrála. Po dobu svého panování pořádala mnoho velkolepých slavností a koncertů v Královském paláci v Aranjuezu, který byl útočištěm tohoto jejího favorita.
Byla iniciátorkou stavby Convento de las Salesas Reales v Madridu. Po jeho slavnostním otevření v roce 1757 přesídlila do Aranjuezu, kde po dlouhé agonii 27. srpna 1758 zemřela – od mládí trpěla těžkým astmatem a její štíhlost z mládí záhy vystřídala nadváha; obému lze přičítat největší podíl na jejím předčasném (v 47 letech) skonu.
Její smrt zlomila jejímu manželovi srdce a vyvolala u něj šílenství. Pár neměl potomky a po Ferdinandově smrti se jeho nástupcem stal jeho nevlastní bratr Karel III.

## Vývod z předků
|                          |                                      |  |                       |                                |  |  |  |  |  |  |  | Teodósio II. z Braganzy |
|                          |                                      |  |                       |                                |  |  |  |  |  |  |  |                         |
|                          | Jan IV. Portugalský                  |  |                       |                                |  |  |  |  |  |  |  |                         |
|                          |                                      |  |                       |                                |  |  |  |  |  |  |  |                         |
|                          |                                      |  |                       | Ana de Velasco                 |  |  |  |  |  |  |  |                         |
|                          |                                      |  |                       |                                |  |  |  |  |  |  |  |                         |
|                          | Petr II. Portugalský                 |  |                       |                                |  |  |  |  |  |  |  |                         |
|                          |                                      |  |                       |                                |  |  |  |  |  |  |  |                         |
|                          |                                      |  |                       | Juan Manuel Pérez de Guzmán    |  |  |  |  |  |  |  |                         |
|                          |                                      |  |                       |                                |  |  |  |  |  |  |  |                         |
|                          | Luisa de Guzmán                      |  |                       |                                |  |  |  |  |  |  |  |                         |
|                          |                                      |  |                       |                                |  |  |  |  |  |  |  |                         |
|                          |                                      |  |                       | Juana Gómez de Sandoval        |  |  |  |  |  |  |  |                         |
|                          |                                      |  |                       |                                |  |  |  |  |  |  |  |                         |
|                          | Jan V. Portugalský                   |  |                       |                                |  |  |  |  |  |  |  |                         |
|                          |                                      |  |                       |                                |  |  |  |  |  |  |  |                         |
|                          |                                      |  |                       | Wolfgang Vilém Neuburský       |  |  |  |  |  |  |  |                         |
|                          |                                      |  |                       |                                |  |  |  |  |  |  |  |                         |
|                          | Filip Vilém Falcký                   |  |                       |                                |  |  |  |  |  |  |  |                         |
|                          |                                      |  |                       |                                |  |  |  |  |  |  |  |                         |
|                          |                                      |  |                       | Magdalena Bavorská             |  |  |  |  |  |  |  |                         |
|                          |                                      |  |                       |                                |  |  |  |  |  |  |  |                         |
|                          | Marie Žofie Falcko-Neuburská         |  |                       |                                |  |  |  |  |  |  |  |                         |
|                          |                                      |  |                       |                                |  |  |  |  |  |  |  |                         |
|                          |                                      |  |                       | Jiří II. Hesensko-Darmstadtský |  |  |  |  |  |  |  |                         |
|                          |                                      |  |                       |                                |  |  |  |  |  |  |  |                         |
|                          | Alžběta Amálie Hesensko-Darmstadtská |  |                       |                                |  |  |  |  |  |  |  |                         |
|                          |                                      |  |                       |                                |  |  |  |  |  |  |  |                         |
|                          |                                      |  |                       | Žofie Eleonora Saská           |  |  |  |  |  |  |  |                         |
|                          |                                      |  |                       |                                |  |  |  |  |  |  |  |                         |
| Marie Barbara z Braganzy |                                      |  |                       |                                |  |  |  |  |  |  |  |                         |
|                          |                                      |  |                       |                                |  |  |  |  |  |  |  |                         |
|                          |                                      |  | Ferdinand II. Štýrský |                                |  |  |  |  |  |  |  |                         |
|                          |                                      |  |                       |                                |  |  |  |  |  |  |  |                         |
|                          | Ferdinand III. Habsburský            |  |                       |                                |  |  |  |  |  |  |  |                         |
|                          |                                      |  |                       |                                |  |  |  |  |  |  |  |                         |
|                          |                                      |  |                       | Marie Anna Bavorská            |  |  |  |  |  |  |  |                         |
|                          |                                      |  |                       |                                |  |  |  |  |  |  |  |                         |
|                          | Leopold I.                           |  |                       |                                |  |  |  |  |  |  |  |                         |
|                          |                                      |  |                       |                                |  |  |  |  |  |  |  |                         |
|                          |                                      |  |                       | Filip III. Španělský           |  |  |  |  |  |  |  |                         |
|                          |                                      |  |                       |                                |  |  |  |  |  |  |  |                         |
|                          | Marie Anna Španělská                 |  |                       |                                |  |  |  |  |  |  |  |                         |
|                          |                                      |  |                       |                                |  |  |  |  |  |  |  |                         |
|                          |                                      |  |                       | Markéta Habsburská             |  |  |  |  |  |  |  |                         |
|                          |                                      |  |                       |                                |  |  |  |  |  |  |  |                         |
|                          | Marie Anna Josefa Habsburská         |  |                       |                                |  |  |  |  |  |  |  |                         |
|                          |                                      |  |                       |                                |  |  |  |  |  |  |  |                         |
|                          |                                      |  |                       | Wolfgang Vilém Neuburský       |  |  |  |  |  |  |  |                         |
|                          |                                      |  |                       |                                |  |  |  |  |  |  |  |                         |
|                          | Filip Vilém Falcký                   |  |                       |                                |  |  |  |  |  |  |  |                         |
|                          |                                      |  |                       |                                |  |  |  |  |  |  |  |                         |
|                          |                                      |  |                       | Magdalena Bavorská             |  |  |  |  |  |  |  |                         |
|                          |                                      |  |                       |                                |  |  |  |  |  |  |  |                         |
|                          | Eleonora Magdalena Falcko-Neuburská  |  |                       |                                |  |  |  |  |  |  |  |                         |
|                          |                                      |  |                       |                                |  |  |  |  |  |  |  |                         |
|                          |                                      |  |                       | Jiří II. Hesensko-Darmstadtský |  |  |  |  |  |  |  |                         |
|                          |                                      |  |                       |                                |  |  |  |  |  |  |  |                         |
|                          | Alžběta Amálie Hesensko-Darmstadtská |  |                       |                                |  |  |  |  |  |  |  |                         |
|                          |                                      |  |                       |                                |  |  |  |  |  |  |  |                         |
|                          |                                      |  |                       | Žofie Eleonora Saská           |  |  |  |  |  |  |  |                         |
|                          |                                      |  |                       |                                |  |  |  |  |  |  |  |                         |